# 布萊克岩群
布萊克岩群（英語：Black Rocks, South Georgia），是南極洲的岩石，位於南喬治亞群島，處於弗拉姆奈斯角東南面0.8公里的斯特羅姆內斯灣北部，由英國海外領土管轄。